# Mỹ Đình 1
Mỹ Đình 1 là một phường thuộc quận Nam Từ Liêm, thành phố Hà Nội, Việt Nam.

## Địa lý
Phường Mỹ Đình 1 nằm ở trung tâm quận Nam Từ Liêm, có vị trí địa lý:
- Phía đông giáp quận Cầu Giấy
- Phía tây giáp các phường Cầu Diễn, Xuân Phương và Tây Mỗ
- Phía nam giáp các phường Mễ Trì và Phú Đô
- Phía bắc giáp các phường Mỹ Đình 2 và Cầu Diễn.

Phường có diện tích 2,28 km², dân số năm 2022 là 30.264 người, mật độ dân số đạt 13.273 người/km².

## Lịch sử
Phường Mỹ Đình 1 được thành lập vào ngày 27 tháng 12 năm 2013 trên cơ sở điều chỉnh 228,20 ha diện tích tự nhiên và 23.987 người của xã Mỹ Đình thuộc huyện Từ Liêm cũ.